# Agonum acuticolle
Agonum acuticolle är en skalbaggsart som beskrevs av Victor Ivanovitsch Motschulsky. Agonum acuticolle ingår i släktet Agonum och familjen jordlöpare. Inga underarter finns listade i Catalogue of Life.